# Lijst van Stolpersteine in Zwijndrecht

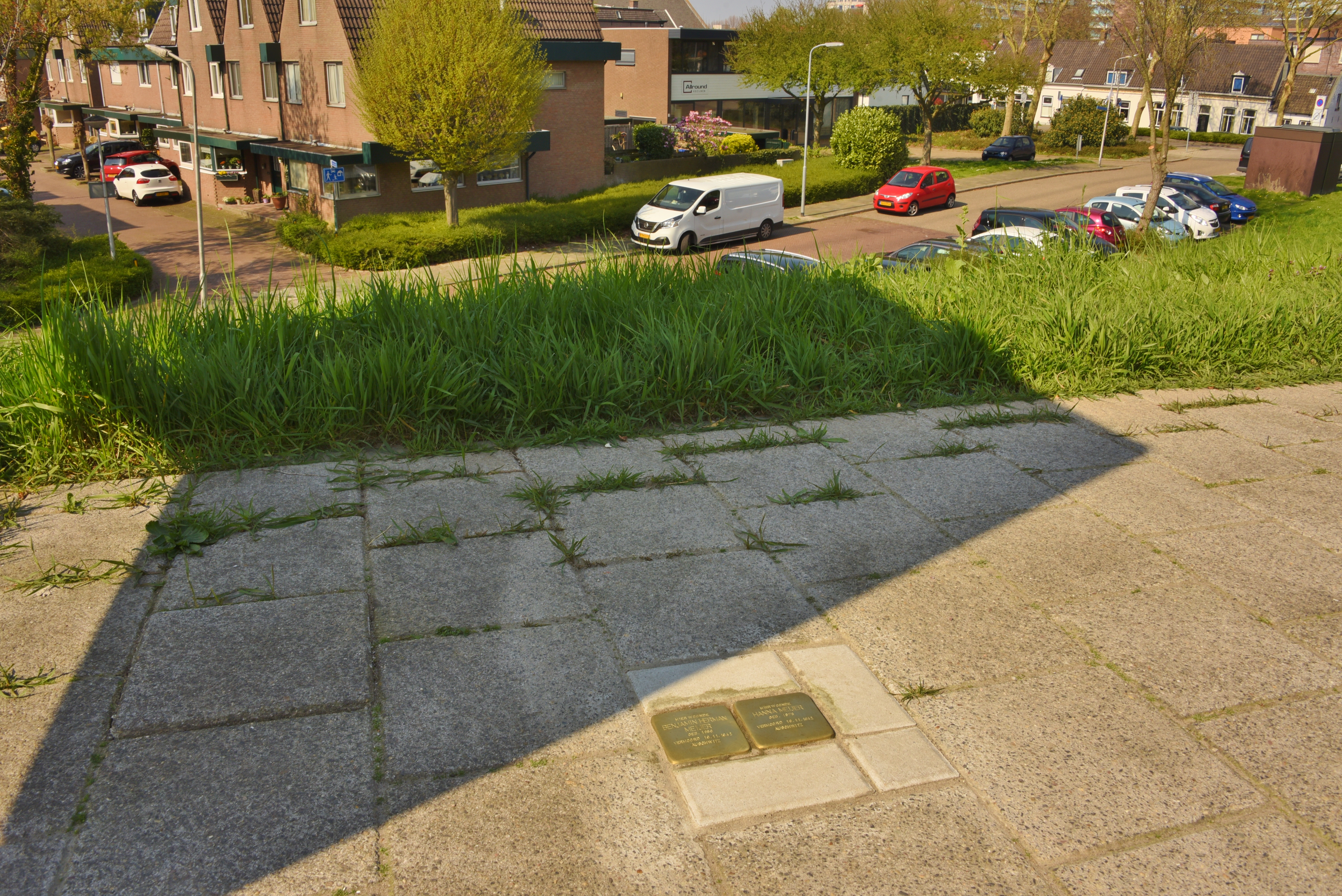
Stolpersteine voor Benjamin en Hanna Meijer

De lijst van Stolpersteine in Zwijndrecht geeft een overzicht van de gedenkstenen in de gemeente Zwijndrecht in de Nederlandse provincie Zuid-Holland die zijn geplaatst in het kader van het Stolpersteine-project van de Duitse beeldhouwer-kunstenaar Gunter Demnig.
Stolpersteine zijn opgedragen aan slachtoffers van het nationaalsocialisme, al diegenen die zijn vervolgd, gedeporteerd, vermoord, gedwongen te emigreren of tot zelfmoord gedreven door het nazi-regime. Demnig legt voor elk slachtoffer een aparte steen, meestal voor de laatste zelfgekozen woning.
Omdat het Stolpersteine-project doorloopt, kan deze lijst onvolledig zijn.

## Stolpersteine
In Zwijndrecht liggen negentien Stolpersteine op zes adressen.

### Zwijndrecht
| Afbeelding | Inscriptie                                                                        | Adres                                     | Herdachte persoon                                                                                 |
| ---------- | --------------------------------------------------------------------------------- | ----------------------------------------- | ------------------------------------------------------------------------------------------------- |
|            | HIER WOONDE ABRAHAM DEN HARTOG GEB. 1879 VERMOORD 19.11.1942 AUSCHWITZ            | Ringdijk 360 Kaart (OSM)                  | Abraham den Hartog Zwijndrecht, 4 maart 1879 - Auschwitz, 19 november 1942 (vader)                |
|            | HIER WOONDE ABRAHAM BENJAMIN DEN HARTOG GEB. 1941 VERMOORD 19.11.1943 AUSCHWITZ   | Juliana van Stolbergstraat 25 Kaart (OSM) | Abraham Benjamin den Hartog Zwijndrecht, 17 februari 1941 - Auschwitz, 19 november 1943 (zoon)    |
|            | HIER WOONDE ESTHER DEN HARTOG GEB. 1920 VERMOORD 19.11.1942 AUSCHWITZ             | Ringdijk 360 Kaart (OSM)                  | Esther den Hartog Zwijndrecht, 24 januari 1920 - Auschwitz, 19 november 1942 (dochter)            |
|            | HIER WOONDE TOBIAS DEN HARTOG GEB. 1918 VERMOORD 31.3.1944 AUSCHWITZ              | Juliana van Stolbergstraat 25 Kaart (OSM) | Tobias den Hartog Zwijndrecht, 22 juni 1918 - Auschwitz, 31 maart 1944 (vader)                    |
|            | HIER WOONDE RACHEL DEN HARTOG- DEN HARTOG GEB. 1879 VERMOORD 19.11.1942 AUSCHWITZ | Ringdijk 360 Kaart (OSM)                  | Rachel den Hartog-den Hartog Barendrecht, 27 november 1879 - Auschwitz, 19 november 1942 (moeder) |
|            | HIER WOONDE JUDITH DEN HARTOG- SWELHEIM GEB. 1917 VERMOORD 19.11.1943 AUSCHWITZ   | Juliana van Stolbergstraat 25 Kaart (OSM) | Judith den Hartog-Swelheim Amsterdam, 7 februari 1917 - Auschwitz, 19 november 1943 (moeder)      |
|            | HIER WOONDE ELIAS LEVISSON GEB. 1885 VERMOORD 31-12-1942 AUSCHWITZ                | Rotterdamseweg 22 Kaart (OSM)             | Elias Levisson Riga, 15 augustus 1885 - Auschwitz, 31 december 1942 (vader)                       |
|            | HIER WOONDE HERMAN LEVISSON GEB. 1919 VERMOORD 30-9-1942 AUSCHWITZ                | Rotterdamseweg 22 Kaart (OSM)             | Herman Levisson Zwijndrecht, 18 november 1919 - Auschwitz, 30 september 1942 (zoon)               |
|            | HIER WOONDE MOURITS LEVISSON GEB. 1918 VERMOORD 30-9-1942 AUSCHWITZ               | Rotterdamseweg 22 Kaart (OSM)             | Mourits Levisson Dordrecht, 12 januari 1918 - Auschwitz, 30 september 1942 (zoon)                 |
|            | HIER WOONDE SAMUEL LEVISSON GEB. 1916 VERMOORD 30-9-1942 AUSCHWITZ                | Rotterdamseweg 22 Kaart (OSM)             | Samuel Levisson Dordrecht, 18 juli 1916 - Auschwitz, 30 september 1942 (zoon)                     |
|            | HIER WOONDE MARIA LEVISSON- WOUDHUIJSEN GEB. 1885 VERMOORD 17-9-1942 AUSCHWITZ    | Rotterdamseweg 22 Kaart (OSM)             | Maria Levisson-Woudhuijsen Amsterdam, 10 februari 1885 - Auschwitz, 17 september 1942 (moeder)    |
|            | HIER WOONDE BENJAMIN HERMAN MEIJER GEB. 1889 VERMOORD 19.11.1942 AUSCHWITZ        | Ringdijk 225 Kaart (OSM)                  | Benjamin Herman Meijer Zwijndrecht, 7 december 1889 - Auschwitz, 9 november 1942 (broer)          |
|            | HIER WOONDE HANNA MEIJER GEB. 1878 VERMOORD 19.11.1942 AUSCHWITZ                  | Ringdijk 225 Kaart (OSM)                  | Hanna Meijer Zwijndrecht, 12 mei 1878 - Auschwitz, 19 november 1942 (zus)                         |
|            | HIER WOONDE HERMAN SALOMO MEIJER GEB. 1911 VERMOORD 30.4.1943 AUSCHWITZ           | Da Costastraat 35 Kaart (OSM)             | Herman Salomo Meijer Dordrecht, 7 augustus 1911 - Auschwitz, 30 april 1943 (vader)                |
|            | HIER WOONDE JOHANNA MEIJER GEB. 1941 VERMOORD 26.2.1943 AUSCHWITZ                 | Da Costastraat 35 Kaart (OSM)             | Johanna Meijer Dordrecht, 21 februari 1941 - Auschwitz, 26 februari 1943 (dochter)                |
|            | HIER WOONDE LEO MEIJER GEB. 1935 VERMOORD 6.10.1944 AUSCHWITZ                     | Veerplein 15 Kaart (OSM)                  | Leo Meijer 25 juli 1935 - Auschwitz, 6 oktober 1944 (zoon)                                        |
|            | HIER WOONDE ROSALINE BETTY MEIJER GEB. 1939 VERMOORD 26.2.1943 AUSCHWITZ          | Da Costastraat 35 Kaart (OSM)             | Rosaline Betty Meijer Dordrecht, 10 april 1939 - Auschwitz, 26 februari 1943 (dochter)            |
|            | HIER WOONDE CHARLOTTA MEIJER-ROZEBOOM GEB. 1904 VERMOORD 6.10.1944 AUSCHWITZ      | Veerplein 15 Kaart (OSM)                  | Charlotta Meijer-Rozeboom Groningen, 6 juli 1904 - Auschwitz, 6 oktober 1944 (moeder)             |
|            | HIER WOONDE BETSIJ MEIJER- ZILVERBERG GEB. 1914 VERMOORD 26.2.1943 AUSCHWITZ      | Da Costastraat 35 Kaart (OSM)             | Betsij Meijer-Zilverberg Oss, 26 oktober 1914 - Auschwitz, 26 februari 1943 (moeder)              |

## Data van plaatsingen
- 18 februari 2015: twee Stolpersteine op Veerplein 15
- 22 februari 2016: drie Stolpersteine op Juliana van Stolbergstraat 25
- 6 februari 2017: vijf Stolpersteine op Rotterdamseweg 22
- 30 april 2018: vier Stolpersteine op Da Costastraat 35
- 7 maart 2019: vijf Stolpersteine op Ringdijk 225 en 360